# Коул, Геррит
Геррит Алан Коул (англ. Gerrit Alan Cole, род. 8 сентября 1990 года) — американский профессиональный бейсболист, выступающий на позиции питчера в клубе Главной лиги бейсбола «Нью-Йорк Янкис». До прихода в МЛБ выступал за бейсбольную команду Университета Калифорнии в Лос-Анджелесе «УКЛА Брюинз».
Коул выступал за бейсбольную команду старшей школы Орандж Лютеран и был выбран в первом раунда драфта МЛБ 2008 года клубом «Нью-Йорк Янкис». Однако Коул решил не подписывать контракт с «Янкис» и продолжить своё обучение в УКЛА. По окончании обучения Геррит был выбран на драфте МЛБ 2011 года под общим первым номером клубом «Питтсбург Пайрэтс». В сентябре 2013 года он был назван новичком месяца в НЛ, а в апреле 2015 года питчером месяца НЛ. В межсезонье 2017/18 годов был обменен в «Хьюстон Астрос». 16 декабря 2019 года подписал самый крупный контракт в истории МЛБ среди питчеров — девятилетний контракт с «Янкис» на сумму 324 млн долларов.
Женат на софтболистке Эми Кроуфорд. 30 июня 2020 года у пары родился сын Кэйден Геррит Коул.

## Стиль подач
Коул в основном полагается на скорость своих подач, а не на технику. Его основными подачами являются фор-сим и ту-сим фастоблы, которые он бросает со скоростью 94-98 миль в час (151—158 км/час). Максимальная же скорость его подач составляет 103 мили в час (164 км/час). Кроме того он иногда бросает слайдер и чендж-ап.